# Tranesjön (Mårdaklevs socken, Västergötland)
Tranesjön är en sjö i Svenljunga kommun i Västergötland och ingår i Ätrans huvudavrinningsområde.